# Rudzienice
Rudzienice (deutsch Raudnitz) ist ein  Dorf   in  der Landgemeinde Iława (Deutsch Eylau) im Powiat Iławski (Deutsch Eylauer Kreis)  in der polnischen Woiwodschaft Ermland-Masuren.  

## Geographische Lage
Das Dorf liegt im historischen Westpreußen, im Süden der Eylauer Seenplatte, etwa neun Kilometer nordöstlich von Deutsch Eylau (Iława), 25 Kilometer südöstlich von Rosenberg in Westpreußen (Susz) und 58 Kilometer westlich von Allenstein (Olsztyn) an der Bahnstrecke Toruń–Tschernjachowsk.

## Geschichte

Raudnitz in Westpreußen, östlich von Marienwerder und nordöstlich von Deutsch Eylau (Dtsch. Eylau), auf einer Landkarte von 1908

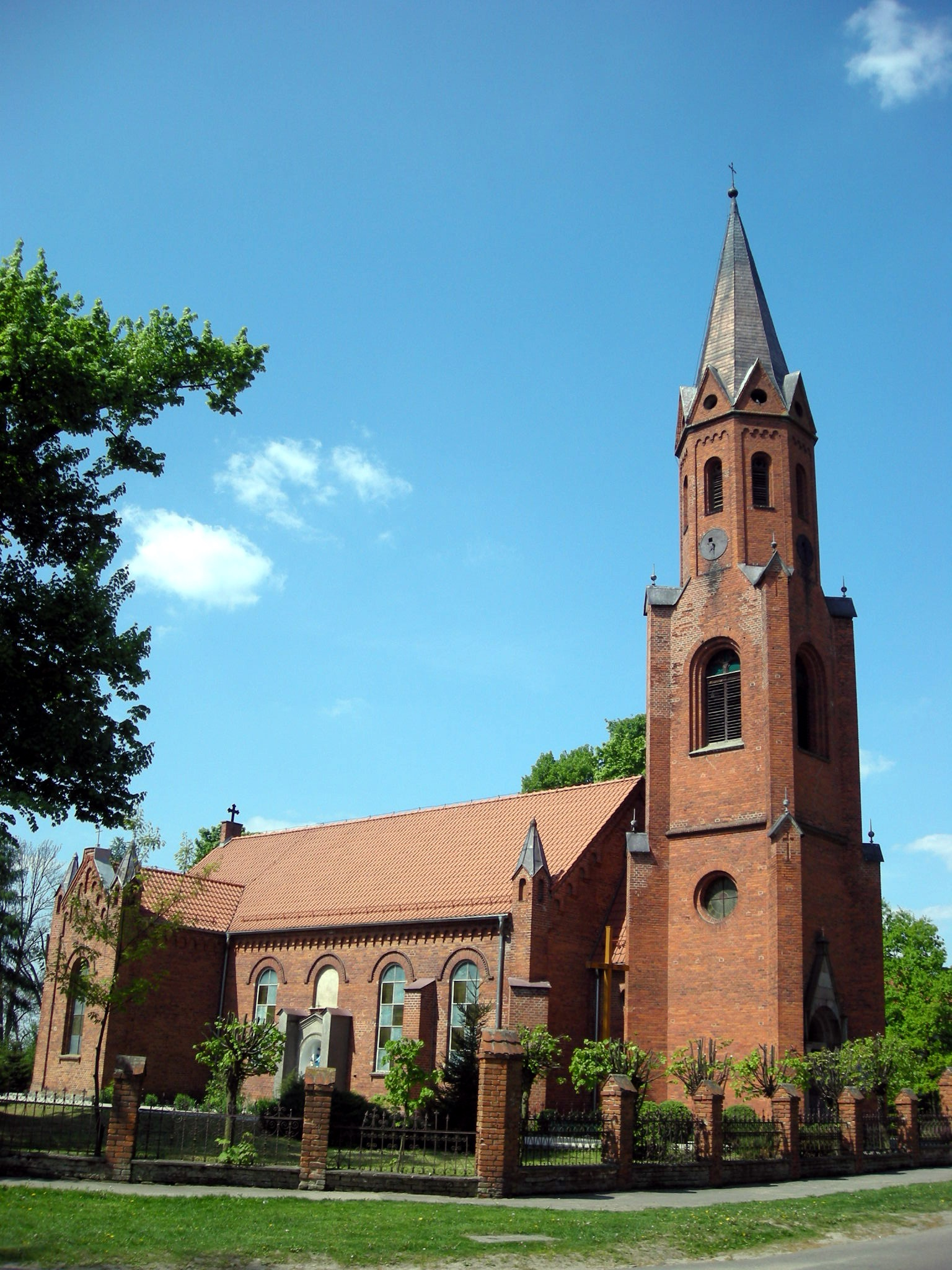
Dorfkirche (bis 1945 evangelisch)

In alten Urkunden heißt der Ort Raydez (1249) und Rudenz (1250). Er gehörte zum Deutschordensstaat  und verblieb nach dem Zweiten Frieden von Thorn unter der Hoheit des Ordens.
Im 18. Jahrhundert gehörte die Ortschaft zum Landbesitz der Familie Finckenstein auf Schönberg. Im Jahr 1735 bezog hier Reichsgraf Wilhelm Albrecht v. Finckenstein, Erbhauptmann zu Deutsch Eylau, sein neu erbautes Schloss. Um 1784 verkaufte ein Hauptmann Reichsgraf v. Finckenstein das Anwesen für 112.000 Taler an Carl Ludwig zu Dohna-Schlodien (1758–1838).  Raudnig  wurde damals Zeitpunkt als adliges Dorf mit einem Vorwerk, einer lutherischen Filialkirche und 27 Feuerstellen (Haushaltungen) beschrieben.  Im 19. Jahrhundert war Raudnitz der Hauptsitz der raudnitzschen Güter. Nach einigen Besitzerwechseln wurde das Gutsgelände Ende der 1920er Jahre parzelliert und aufgesiedelt. Das alte Schloss wurde als Gemeindehaus genutzt.
Raudnitz gehörte seit 1818 zum Kreis Rosenberg in Westpreußen (bis 1920 im Regierungsbezirk Marienwerder, 1920 bis 1939 Regierungsbezirk Westpreußen, 1939 bis 1945 Reichsgau Danzig-Westpreußen) in der preußischen Provinz Westpreußen, ab 1920 Provinz Ostpreußen.
Aufgrund der Bestimmungen des Versailler Vertrags stimmte die Bevölkerung im Abstimmungsgebiet Marienwerder, zu dem Raudnitz gehörte, am 11. Juli 1920 über die weitere staatliche Zugehörigkeit zu Ostpreußen (und damit zu Deutschland) oder den Anschluss an Polen ab. In Raudnitz stimmten 608 Einwohner für den Verbleib bei Ostpreußen, auf Polen entfielen 54 Stimmen.
Gegen Ende des Zweiten Weltkriegs wurde die Region im Frühjahr 1945 von der Roten Armee besetzt. Nach Kriegsende wurde Raudnitz im Sommer 1945 von der sowjetischen Besatzungsmacht gemäß dem Potsdamer Abkommen zusammen mit der südlichen Hälfte Ostpreußens unter polnische Verwaltung gestellt. Soweit die Dorfbewohner nicht geflohen waren, wurden sie aus Raudnitz vertrieben.
Das Dorf ist heute der Landgemeinde Iława innerhalb des Powiat Iławski in der Woiwodschaft Ermland-Masuren (1975 bis 1998 Woiwodschaft Olsztyn) angegliedert.

### Demographie
| Jahr | Einwohner | Anmerkungen                                                |
| ---- | --------- | ---------------------------------------------------------- |
| 1816 | 173       | davon 136 auf dem Hauptgut und 37 bei der Papiermühle      |
| 1852 | 287       | [ 7 ]                                                      |
| 1864 | 349       | am 3. Dezember, davon 345 Evangelische und vier Katholiken |
| 1871 | 350       | [ 9 ]                                                      |
| 1933 | 506       | [ 10 ]                                                     |
| 1939 | 532       | [ 10 ]                                                     |

## Kirchspiel
Vor 1945 war der überwiegende Teil der Bevölkerung von Raudnitz evangelischer Konfession. Die evangelische Kirche zu Raudnitz wurde 1738 gegründet. Raudnitz gehörte zum  Kirchspiel  Raudnitz–Frödenau im Kirchenkreis Rosenberg in der Kirchenprovinz Westpreußen, nach 1922 Kirchenprovinz Ostpreußen, der Kirche der Altpreußischen Union.
Seit 1945 lebt im Dorf eine fast ausnahmslos katholische Einwohnerschaft. Die  Pfarrei in  Rudzienice (Raudnitz) gehört zum  Dekanat Iława-Wschód (Deutsch Eylau-Ost) im Bistum Elbląg (Elbing) der katholischen Kirche in Polen. Hier lebende evangelische Kirchenmitglieder sind in die Kirchengemeinde Iława eingegliedert, die eine Filialgemeinde der Pfarrei in Ostróda (Osterode in Ostpreußen) ist und zur Diözese Masuren der Evangelisch-Augsburgischen Kirche in Polen gehört.